# Trachelipus mostarensis
Trachelipus mostarensis is een pissebed uit de familie Trachelipodidae. De wetenschappelijke naam van de soort is voor het eerst geldig gepubliceerd in 1901 door Karl Wilhelm Verhoeff.